# کلودیو ایچوری
کلودیو اچوری (Claudio echeverri؛ زادهٔ ۲ ژانویهٔ ۲۰۰۶) بازیکن فوتبال اهل آرژانتین است که در پست مهاجم برای باشگاه منچسترسیتی بازی می کند.
وی همچنین در تیم ملی فوتبال زیر ۱۷ سال آرژانتین بازی کرده‌است.

## سبک بازی
وی از خوان فرناندو کینترو به عنوان الگوهای ورزشی خود نام برده‌است.